# 前置後驅

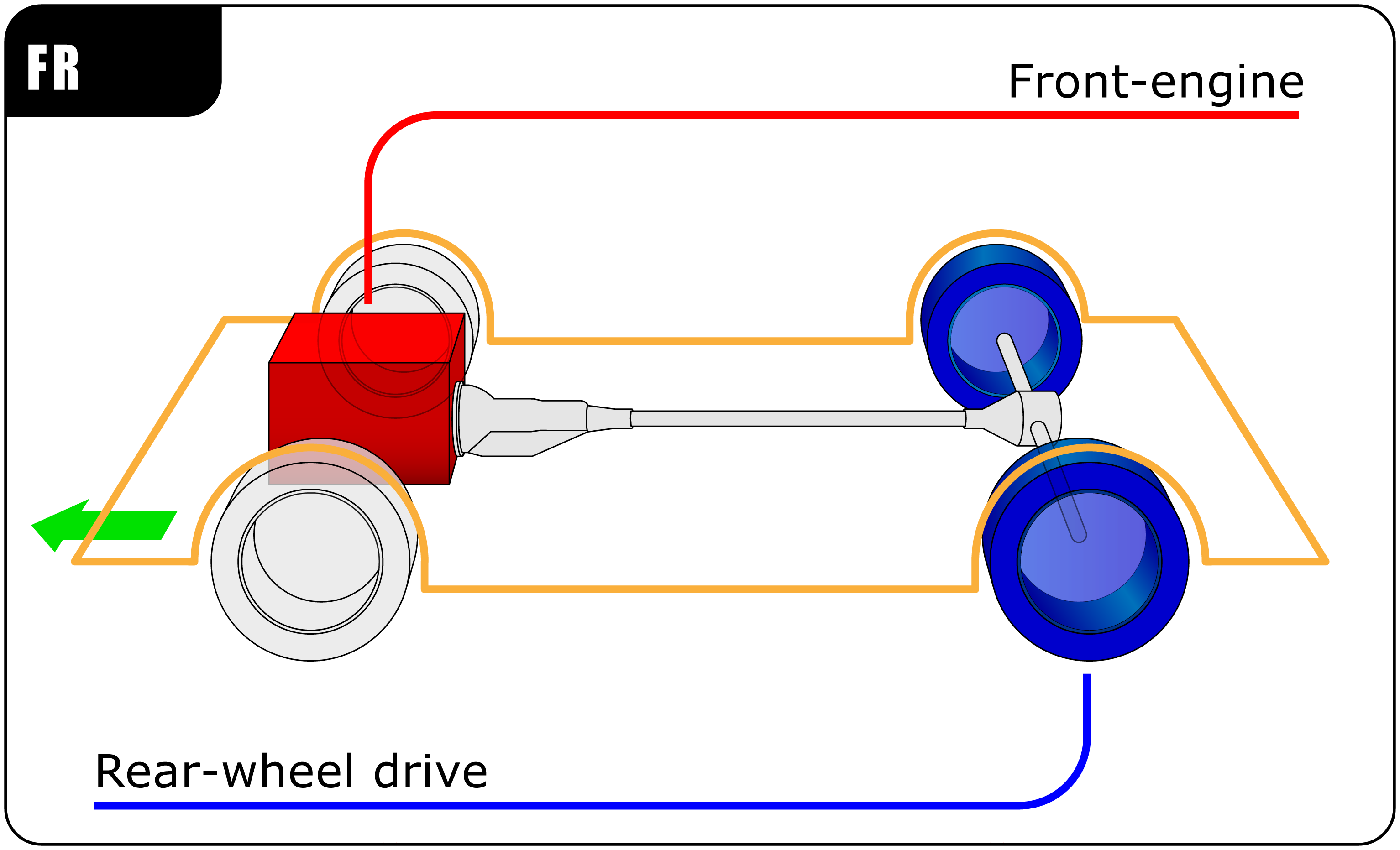
前置後驅

前置發動機，後輪驅動佈局（縮寫為FR），簡稱前置後驅，意指引擎重心在前輪軸之上或之前，藉由一根傳動軸將動力輸至後輪驅動整輛汽車。早期的汽車絕大部分都採用前置後驅的方式，目前則被各車廠主要使用在高級轎車或商用汽車。
其優點是引擎的重量能靠傳動系統分擔到後輪，整輛車的前後重量分配比較平均，操控性較佳，而且引擎位在車頭，剎車時重心向前，制動效果比較好，另外，由於是後輪驅動，所以在爬坡、加速或車尾載重物時，能有較佳的加速性。缺點就是前置引擎要把動力傳輸到後輪驅動，傳動系統元件較多，增加車重，油耗較傷，貫穿車廂地板中間的傳動軸以及後輪軸的差速器會佔據許多空間，另外，比較容易產生轉向過度的問題。

## 參看
- 前輪驅動
- 後輪驅動
- 四輪驅動